# Drágavilma község
Drágavilma község (románul: Comuna Vima Mică) község Máramaros megyében, Romániában. Központja Drágavilma, beosztott falvai Aspra, Dealu Corbului, Erdőszállás, Jávoros, Petőrét, Tordavilma.

## Népessége
A 2011-es népszámlálás adatai alapján a község népessége 1448 fő volt.